# Högsrums församling
Högsrums församling var en församling i Ölands norra kontrakt, Växjö stift och Borgholms kommun. Församlingen uppgick 2006 i Räpplinge-Högsrums församling.
Församlingskyrka var Högsrums kyrka. 
Befolkning 2003 var 969.

## Administrativ historik
Församlingen har medeltida ursprung och utgjorde tidigt ett eget pastorat.  
Församlingen var därefter till 1962 annexförsamling i pastoratet Räpplinge och Högsrum för att 1962 bli annexförsamling i pastoratet Gärdslösa, Räpplinge, Högsrum, Runsten och Långlöt. År 2006 uppgick församlingen i Räpplinge-Högsrums församling.
Församlingskod var 088509.